# 필 전투
필 전투(邲戰鬪)는 중국 춘추 시대 기원전 597년에 초나라가 진나라 산하의 제후국 정나라를 공격해 항복시키고서 뒤늦게 구원하러 온 진나라 군대와 싸운 사건이다. 이 전쟁에서 초나라가 승리함으로써 초 장왕의 패업이 완성되었다.
중원으로 뻗어나가던 초나라의 영향력은 성복 전투의 패배로 한풀 꺾였다. 명군 초 장왕이 즉위해 용나라를 정복하고 약오씨의 반란을 제압해 국내의 불안요소를 제거하고 명재상 손숙오를 등용해 초나라의 국력은 다시 뻗어나갔다. 이를 바탕으로 진나라에 도전해 정나라를 여러 차례 공격했으나, 진나라의 상경 조돈(趙盾)과 조돈의 후임 극결(郤缺)까지는 이를 매번 막아내고 정나라를 구원해냈다. 그럼에도 초 장왕의 의지는 꺾이지 않았고, 기원전 597년 초 장왕은 다시 정나라를 공격해 정나라 서울 신정성을 함락하고 정 양공의 항복을 받아냈다.
이 당시 진나라는 임금 진 성공도 상경 극결도 죽은 지 얼마 안 돼 지도부에 공백이 생긴 상황이었다. 진 경공은 극결을 대신해 원래 중군 보좌인 순림보를 중군 원수로 삼고 선곡(先縠, 先穀)에게 보좌를 맡겼다. 상군 원수는 기존의 사회(士會)가 맡았고 유병(臾駢)을 대신해 극결의 아들 극극(郤克)이 상군 보좌를 맡았다. 하군 원수는 원래 하군 보좌인 조삭이 난돈(欒盾)을 대신해 맡았고 난돈의 아들 난서(欒書)가 조삭을 대신해 하군 보좌가 됐다. 그러나 진나라 구원군이 정나라에 채 이르기도 전에 정나라는 초나라에 투항했다. 순임보는 이미 늦었으니 퇴각하기로 하고 사회도 동조했으나 선곡이 반대하고 제멋대로 자기 휘하의 군대만 거느리고 황하를 건넜다. 진나라 원수부에서는 선곡이 패전하리라고 보고, 한궐(韓厥)이 패전의 책임을 나누려면 전군이 함께 강을 건널 수밖에 없다고 해 진나라 군대 전부가 황허를 건넜다.
초나라에도 진나라 군대가 도착한다는 소식이 들어갔다. 초나라는 침윤(沈尹)이 중군을, 자중(子重)이 좌군을, 자반(子反)이 우군을 지휘했다. 영윤 손숙오는 여러 해 연이어 싸웠고 이미 정나라를 굴복시켰으므로 회군을 주장했으나, 오삼(伍參)은 진나라 지도부의 공백이 갑자기 채워짐으로 인한 불안정성을 노리고 싸울 것을 주장했다. 진나라와 초나라의 수뇌부는 결전이 가까워짐에도 서로 사신을 주고받으며 화평을 꾀했으나, 주전파 장군들이 스스로 적진에 나가서 상대를 도발하는 것을 막지 못했다. 이런 상황에서 초 장왕의 결단이 조금 일렀고, 주전파와 주화파 사이에 끼어서 주저하는 순임보와 오로지 싸움만을 주장하므로 방비를 소용없다고 여긴 선곡이 이끄는 진나라 중군은 초 장왕의 예상치 못한 공격에 크게 패했다. 진나라 중군이 패배하자 초나라는 진나라 하군도 공격해 무찔렀다. 한편 진나라 상군에서는 대장 사회가 미리 이곳저곳에 복병을 두어 방비를 철저히 했으므로 홀로 패하지 않고 무사히 퇴각할 수 있었다. 이 전투에서 지앵이 초나라에 포로로 잡혀갔다.
이 전투의 승리로 초나라는 정나라와 허나라를 굴복시켜 중원에 대한 영향력을 굳혔고, 진나라는 이후 산발적인 도전을 계속했으나 언릉 전투에서 이기기 전까지는 초나라에 대한 열세를 극복하지 못했다.